# Tchaada
Tchaada è un arrondissement del Benin situato nella città di Ifangni (dipartimento dell'Altopiano) con 8.318 abitanti (dato 2006).